# Dreikönigskirche (Dresden)

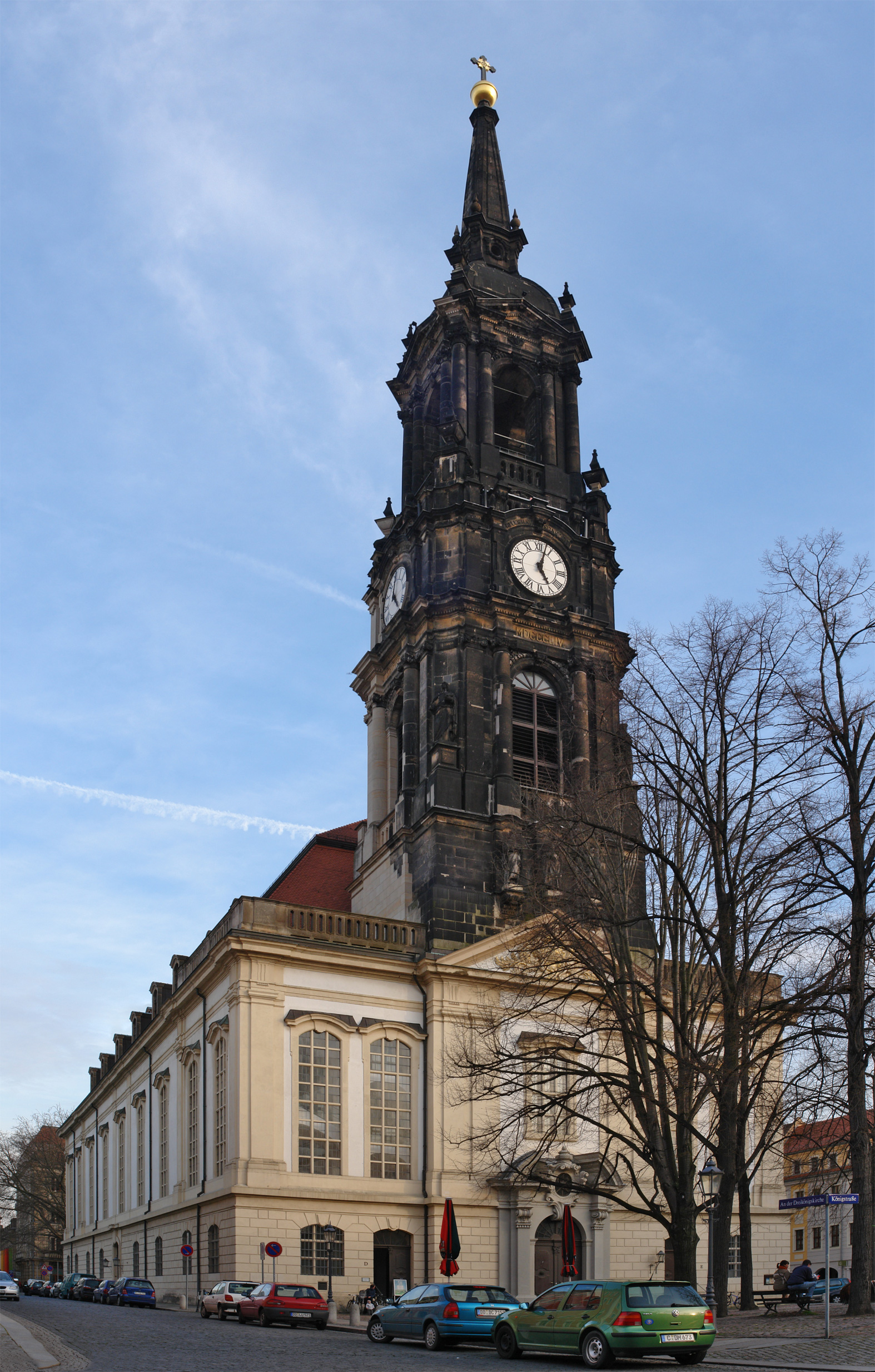
Die Dreikönigskirche, Blick von der Königstraße

Die Dresdner Dreikönigskirche ist ein Sakralbau in der Inneren Neustadt. Sie ist Zentrum einer Kirchengemeinde und wird auch unter dem Namen Haus der Kirche als Veranstaltungsort genutzt. Erstmals erwähnt wurde ein Kirchenbauwerk an dem Standort im frühen 15. Jahrhundert. Nach ihrer weitgehenden Zerstörung im Zweiten Weltkrieg wurde die Dreikönigskirche erst in den späten 1980er-Jahren wiedererrichtet, finanziert aus einem Kirchenbauprogramm in der DDR. Von 1990 bis 1993 diente sie als Sitz des Sächsischen Landtags. Die Kirche sowie der vor ihr stehende Rebekka-Brunnen sind Kulturdenkmale der Stadt Dresden.

## Standort

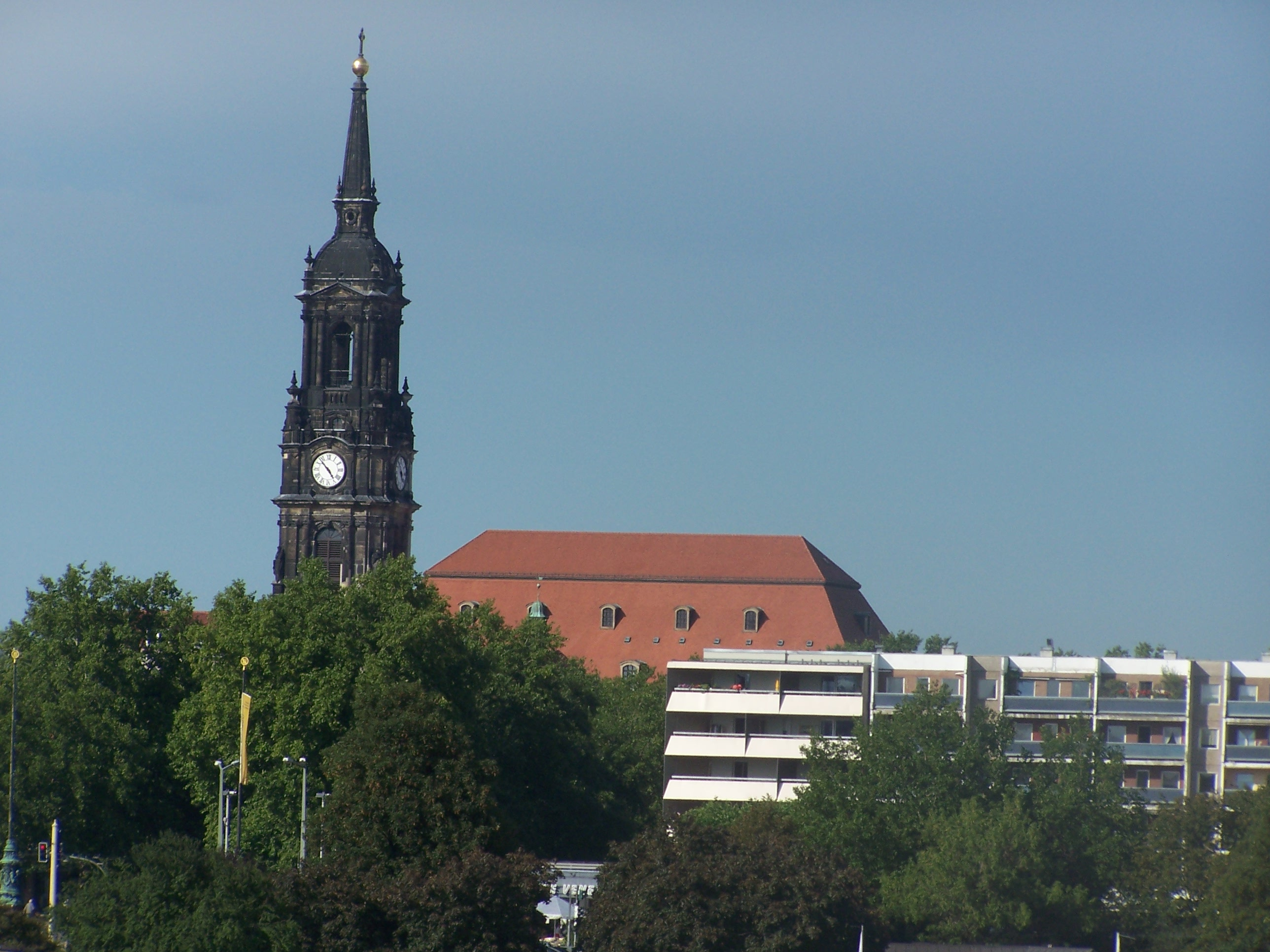
Die Dreikönigskirche, hier von der Brühlschen Terrasse aus gesehen, überragt die Gebäude ihrer Umgebung deutlich.

Die Dreikönigskirche befindet sich im Stadtteil Innere Neustadt an der Hauptstraße. Ihr Grundriss ist ein etwa 60 × 30 m großes Rechteck. Der 87,5 m hohe Turm steht etwa im Mittelpunkt des Dreiecks Blockhaus–Albertplatz–Japanisches Palais und ist die weithin sichtbare Dominante des Stadtteils. Die Straße, die um das Gebäude verläuft, heißt An der Dreikönigskirche. An der Westseite des Gotteshauses befindet sich zur Königstraße hin ein kleiner Vorplatz, die sonstige Umgebung ist dicht bebaut. Wenige Schritte von der Kirche entfernt steht das Kügelgenhaus – Museum der Dresdner Romantik.

## Geschichte

### Vorgängergebäude

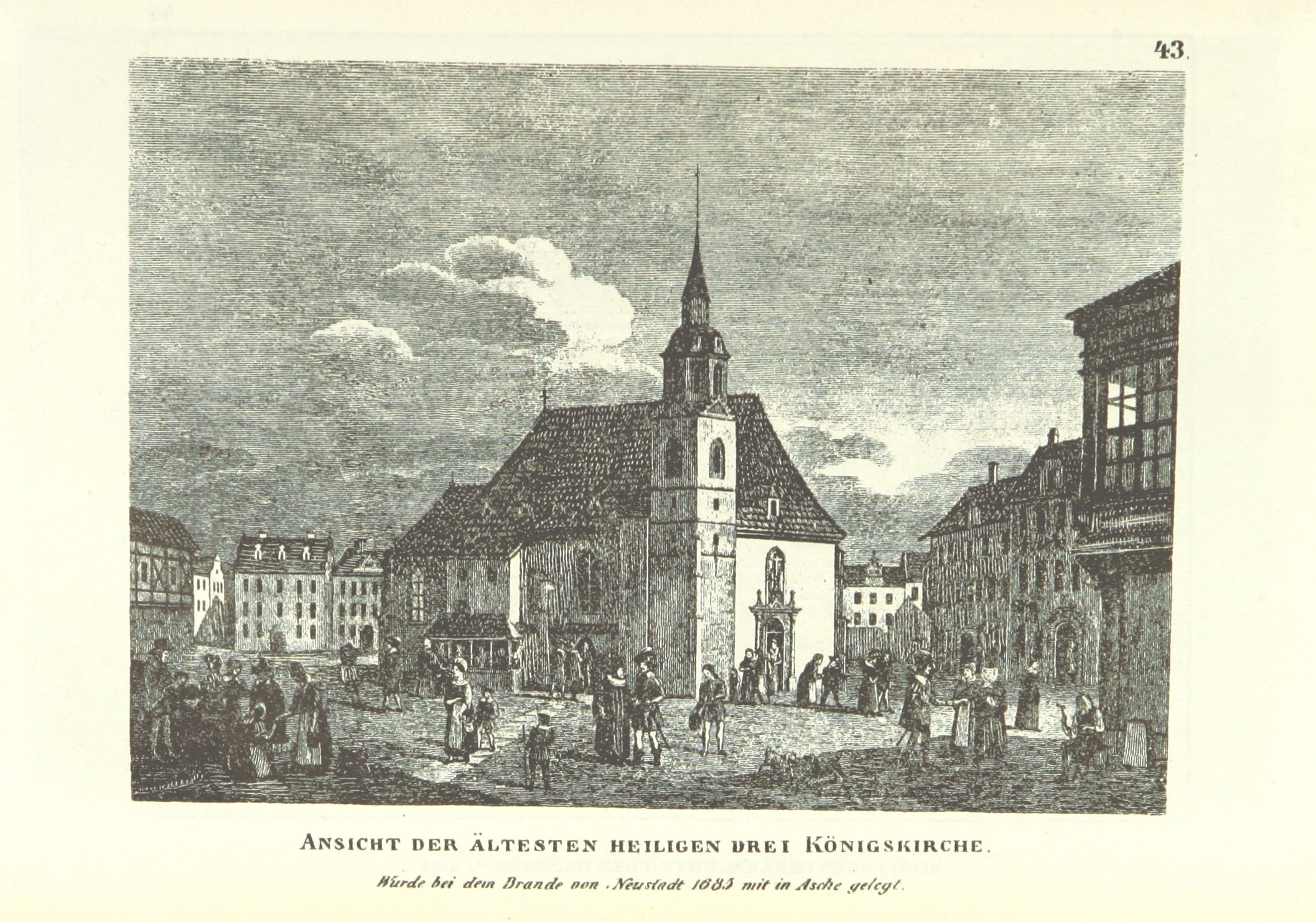
Ansicht der ältesten Heilige-Drei-Könige-Kirche

Wahrscheinlich im Jahr 1404 wurde erstmals eine Kirche in der damals selbständigen rechtselbischen Stadt Altendresden, aus der die Neustadt hervorging, errichtet. Dieses gotische Gebäude bestand aus einem flachgedeckten Langhaus mit zwei spitzen Dachreitern. Es stand etwa 200 m südlich des heutigen Standortes und damit deutlich näher am Neustädter Markt, dem damaligen Zentrum Altendresdens. Nach ihrem Altarbild hieß die Kirche Zu den Heiligen Drei Königen. Ihre erstmalige Erwähnung datiert von 1421, als das Lehn- und Patronatsrecht über die Dreikönigskirche nach dem Tod des Pfarrers Johann Stüblinger dem Augustinerkloster Altendresden übergeben wurde, das bis dahin seine Gottesdienste in der Erasmikapelle am Weißen Tor gehalten hatte. Bereits 1429 vernichteten Hussiten die erste Dreikönigskirche, doch schon bald darauf erfolgte der Wiederaufbau sowie zwischen 1514 und 1520 ein Umbau zu einer dreischiffigen gotischen Hallenkirche mit Chor.
Der Altendresdner Stadtbrand von 1685 zerstörte die Dreikönigskirche erneut. Drei Jahre später stellten Ratsmaurermeister Johann Benedikt Knöffel, der Vater des Architekten Johann Christoph Knöffel, und Zimmermeister Andreas Voigt die nun dreischiffige Kirche für den gottesdienstlichen Gebrauch fertig. Bis 1730 erhielt sie einen Turm. Da Altendresden nach den Plänen Augusts des Starken jedoch zur barocken Neuen Königsstadt umgestaltet werden sollte, ließ der Kurfürst 1731/1732 die gesamte Kirche als eines von vielen Gebäuden abreißen, weil sie der geplanten zentralen Prachtstraße, der heutigen Hauptstraße, mitten im Weg stand.

### Barocker Neubau

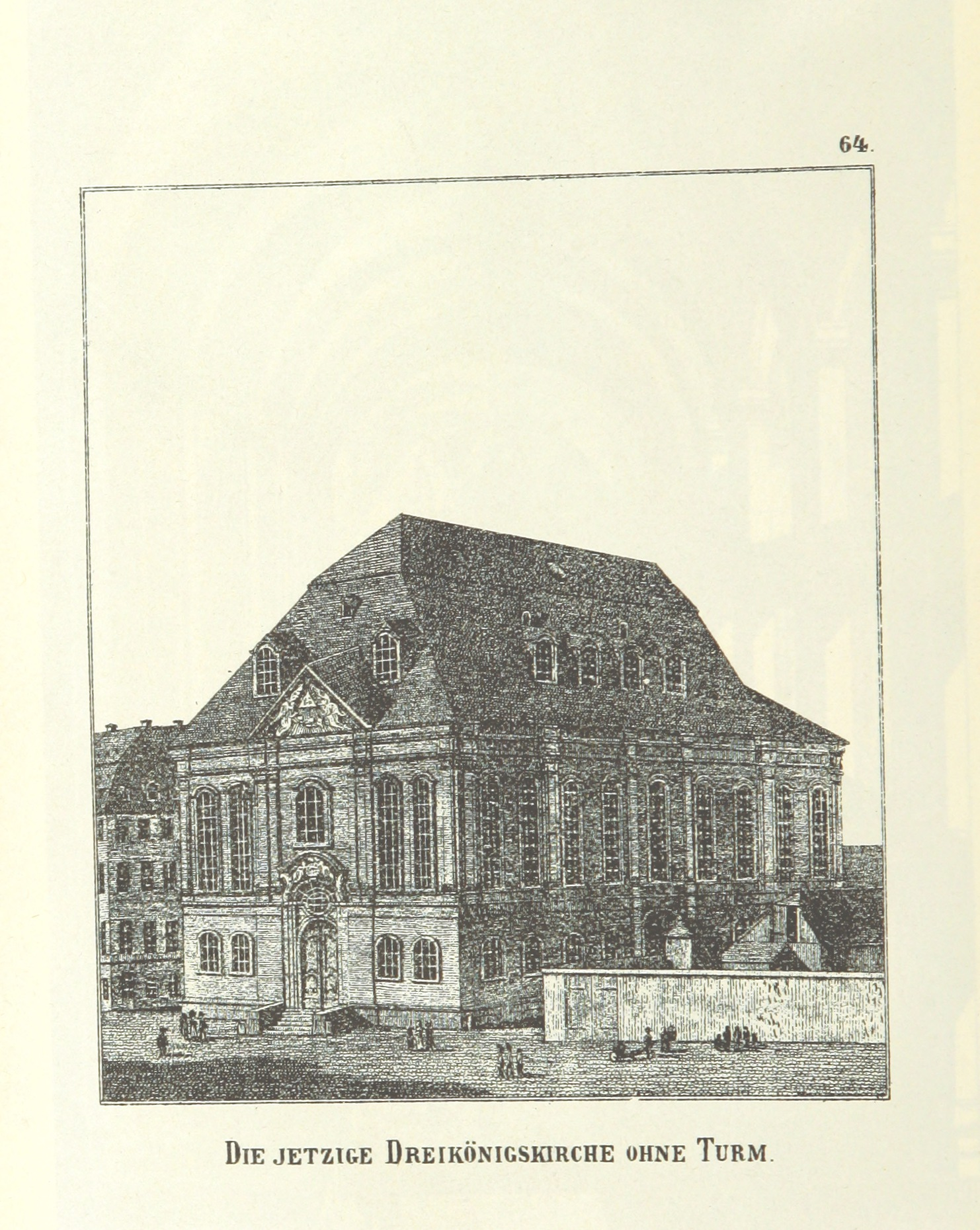
Barocker Neubau, noch ohne Turm

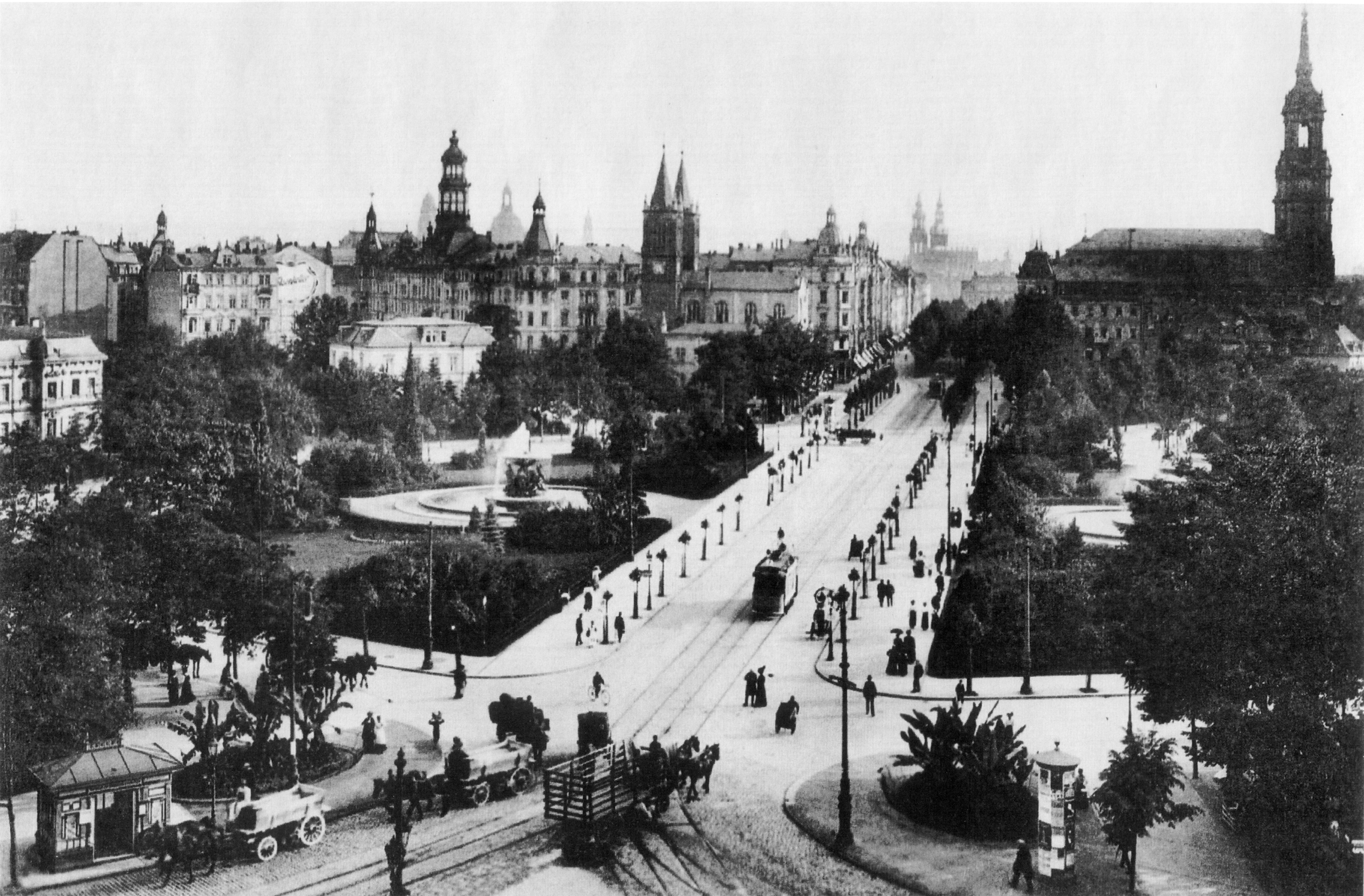
Die den Albertplatz querende Hauptstraße im Jahr 1905, rechts die Dreikönigskirche

Von 1732 bis 1739 wurde die Dreikönigskirche nach Plänen von Matthäus Daniel Pöppelmann abermals neugebaut. Sie entstand an der Westseite der Hauptstraße, war genau nach der Straßenflucht ausgerichtet und passte sich somit in den neuen Stadtteil ein, war also nicht geostet. An diesem Platz, etwas nördlich des ursprünglichen Standorts der Kirche, hatte sich der Altendresdner Friedhof befunden, den man nun nach Norden verlegte (heutiger Innerer Neustädter Friedhof). George Bähr, der Erbauer der Dresdner Frauenkirche, war mit der Gestaltung des Kircheninneren betraut worden und leitete den Bau nach Pöppelmanns Tod ab 1734 allein. So geht auf Bähr das bretterverschalte, muldenförmige Gewölbe zurück. Bährs Schwager, der Ratszimmermeister Johann George Schmidt, und Ratsmaurermeister Johann Gottfried Fehre führten den spätbarocken Bau aus.

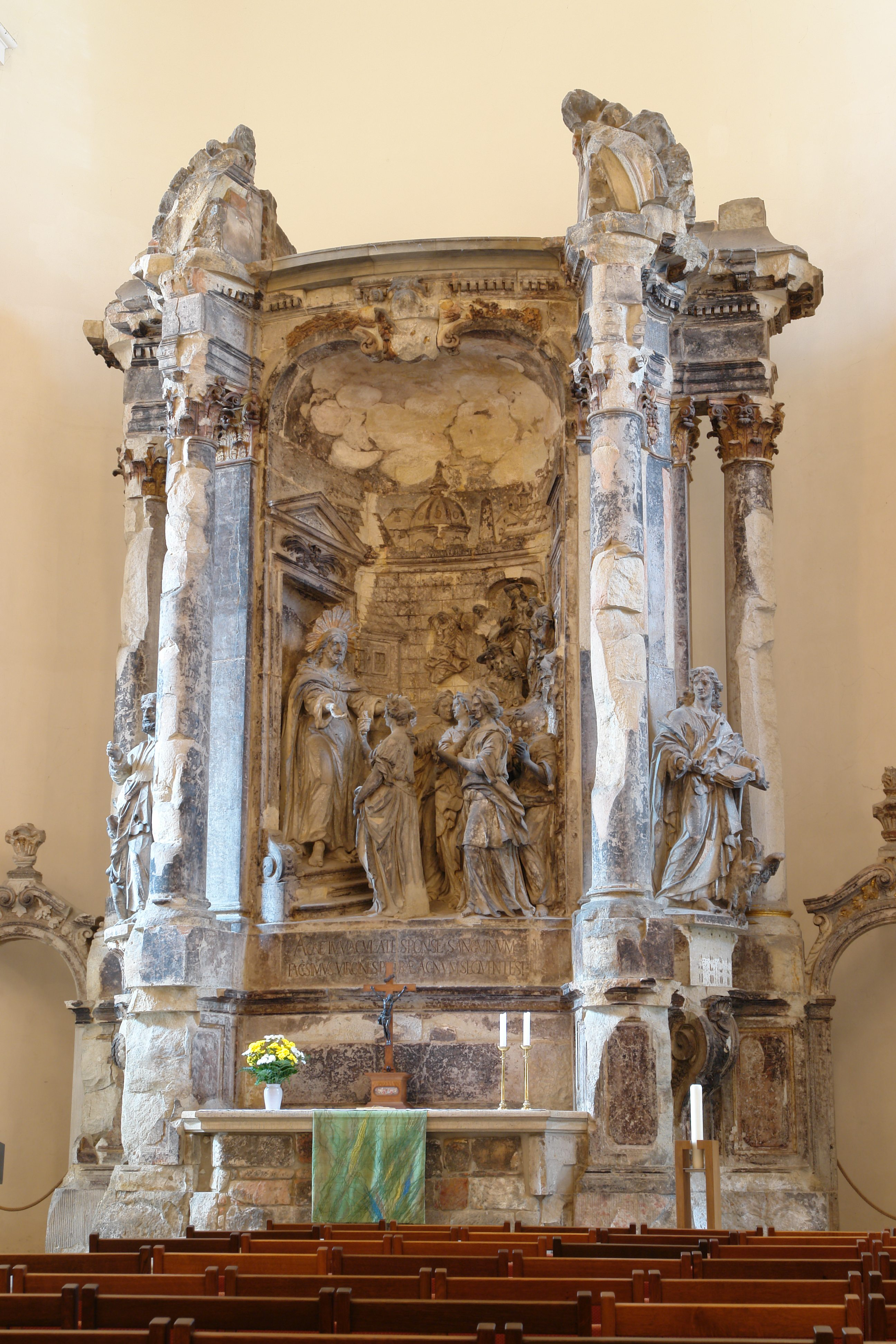
Thomae-Altar, Inschrift: Agne immaculate, sponse sanguinum fac simus virgines probæ agnum sequentes!

Am Michaelistag, dem 29. September 1739, weihte Superintendent Valentin Ernst Löscher die Kirche mit einem Gottesdienst ein. Johann Benjamin Thomae schuf dafür sein Hauptwerk, einen wertvollen sandsteinernen Barockaltar mit den „törichten und klugen Jungfrauen vor Jesus Christus“, der von den Evangelisten Johannes und Matthäus gerahmt wird. Die lateinische Inschrift „Agne immaculate, sponse sanguinum fac simus virgines probæ agnum sequentes!“ kann wohl mit „Unbeflecktes Lamm, Bräutigam des Blutes, lasst uns Jungfrauen sein, die dem Lamm folgen!“ übersetzt werden. Unüblicherweise befindet sich der Altar nicht an der Ost-, sondern an der Westseite, da dem kurfürstlichen Generalplan entsprechend der Zugang zur Kirche von der Hauptstraße aus durch das Haupttor im Mittelrisaliten des Ostportals erfolgen sollte. Dieser Traditionsbruch war zwischen der Kirche und den Architekten recht umstritten, ein vergleichbarer Fall auf der anderen Elbseite Dresdens ist die Katholische Hofkirche. Das Portal der Westfassade der Dreikönigskirche mit seinem Segmentgiebel und einer Kartusche stammt noch vom Vorgängerbau und ist ein Werk Johann Friedrich Jentzschs aus dem Jahr 1712. Die Kirche besteht aus einem Haupt- und einem Querschiff mit einer Orgel- und Seitenemporen. Das Sockelgeschoss ist aus Quadern aufgebaut, die Fassaden werden durch hohe Doppelfenster und gekuppelte Pilaster gegliedert. Zacharias Hildebrandt schuf in der Dreikönigskirche 1757 seine letzte Orgel. Sie hatte 38 Register; 1945 wurde sie zerstört.

### Umbauten und Zerstörung
Die Pläne für den Turm der Dreikönigskirche, der 1854 bis 1857 hinzugefügt wurde, stammen von Karl Moritz Haenel und Frommherz Lobegott Marx. Sie entstanden im Rahmen einer „Konkurrenz“, aufgrund derer auch der Architekt Woldemar Hermann Pläne entworfen hatte. Der Turm ist 87,5 m hoch, aus Sandstein und wird außen von mehreren Skulpturen wie den vier Evangelisten und den Heiligen Drei Königen geschmückt. Der ganzjährig zur Besteigung geöffnete Turm wurde im neobarocken Stil erbaut, um ihn möglichst gut in die vorhandenen barocken Teile zu integrieren. Etwa in der gleichen Phase, nämlich um 1858, stellte man auf dem westlichen Vorplatz in der Mitte vor dem neuen Turm einen Marktbrunnen zur Zierde auf. Ebenfalls im 19. Jahrhundert wurde das ursprüngliche Satteldach der Kirche durch ein bereits von George Bähr geplantes Mansarddach ersetzt, außerdem kam es zum Rückbau einer Empore. Unter der Leitung des Dresdner Architekten Rudolf Kolbe erfolgte 1933 und 1934 eine Renovierung der Dreikönigskirche, um ihre ursprüngliche barocke Ausstrahlung wiederherzustellen.
Während der Luftangriffe auf Dresden vom 13. Februar 1945 brannte die Kirche vollständig aus und stürzte weitgehend in sich zusammen. Erhalten blieben die Außenmauern und der Turm. Nach einer Enttrümmerung in den Nachkriegsjahren wurden in der Turmkapelle wieder Gottesdienste gefeiert. Entgegen allen Einwänden von Denkmalschützern war vorübergehend geplant, die Reste der Kirche im Zuge der Umgestaltung der Hauptstraße in einen sozialistischen Boulevard komplett zu beseitigen.
Einige altstädtische Bauwerke genossen lange eine höhere Priorität.

### Wiederaufbau
In den 1970er Jahren wurde auch auf die Dresdner Neustadt ein vermehrtes Augenmerk gelegt. Die Hauptstraße gestaltete man zwischen 1974 und 1979 zur Fußgängermagistrale um. Die endgültige Entscheidung für einen Wiederaufbau der zerstörten Dreikönigskirche fiel 1977. Begünstigt oder auch ermöglicht vom Sonderbauprogramm der Evangelischen Kirche Deutschlands, erfolgte am 31. Oktober 1984 die Grundsteinlegung an dem fast vier Jahrzehnte lang ruinösen Sakralbau. Die ursprünglichen äußeren Formen wurden weitgehend erhalten oder wiederhergestellt. Im Inneren entstand jedoch eine völlig andere Raumaufteilung. Für Gottesdienste steht nur noch ein Drittel des Vorkriegsraums zur Verfügung. Wieder aufgestellt wurde der im Zweiten Weltkrieg schwer beschädigte wertvolle Barockaltar, der nun in seiner geborstenen Form als Mahnmal gegen den Krieg dient. Am 9. September 1990 wurde die Dreikönigskirche geweiht und 1991 endgültig fertiggestellt.

#### Dresdner Totentanz
In der Endphase des Wiederaufbaus wurde im Jahre 1990 der Dresdner Totentanz, ein bedeutendes Renaissance-Kunstwerk, gegenüber dem Altar unter der Orgelempore angebracht. Dabei handelt es sich um ein durch Christoph Walther I um 1534 geschaffenes steinernes Relief, das 27 Figuren in vier Gruppen zeigt, darunter 24 Menschen- und drei Todesgestalten. Es ist 12,50 m lang und 1,20 m hoch. Zunächst befand sich der Wandfries an der Fassade des Georgentores im dritten Stockwerk, wurde aber 1701 beim großen Schlossbrand beschädigt. Nach seiner Restaurierung fand der Dresdner Totentanz ab 1705 vorübergehend einen neuen Platz im Altendresdner Friedhof. Als an diesem Ort ab 1732 die barocke Dreikönigskirche entstand, wurde er in den Inneren Neustädter Friedhof verlegt. Im Zuge des Wiederaufbaus der Dreikönigskirche entschied man, den Totentanz an exponierter Stelle in der Kirche zu zeigen – dort, wo er sich vorm Bau des Gotteshauses zu Beginn des 18. Jahrhunderts schon einmal befand.

## Nutzung

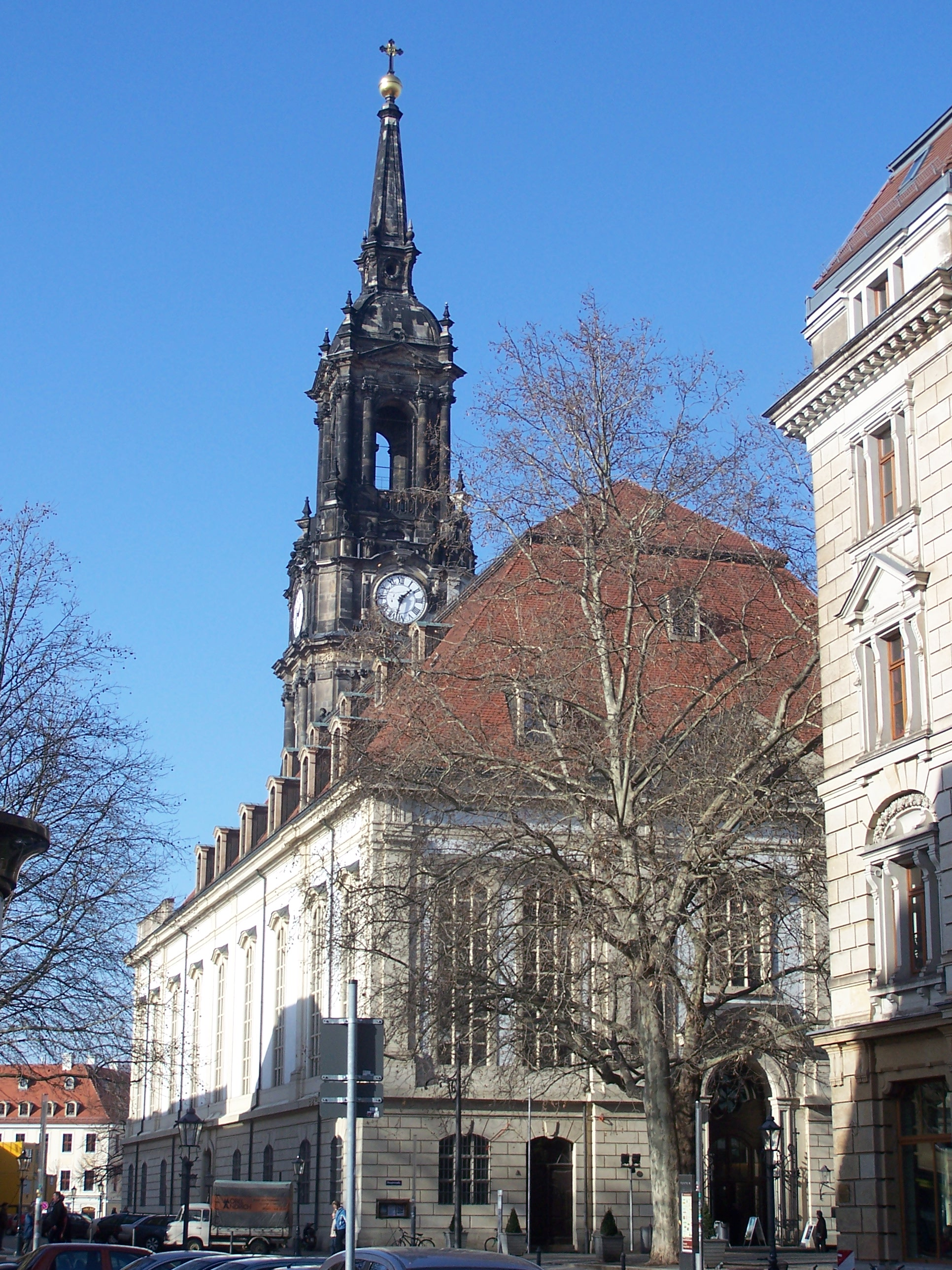
Blick über die Hauptstraße auf den Eingang der Kirche

### Pfarrkirche
Nach dem Wiederaufbau wurde die Dreikönigskirche wieder zum vollwertigen Zentrum der gleichnamigen Gemeinde. Sie ist außerdem die älteste und bedeutendste Pfarrkirche des Kirchspiels Dresden-Neustadt, in dem sich die Dreikönigskirchgemeinde 1999 mit drei anderen evangelisch-lutherischen Gemeinden der Neustadt zusammenschloss. Dabei handelt es sich um die Martin-Luther-Kirchgemeinde, die Sankt-Petri- sowie die Sankt-Pauli-Gemeinde, die allesamt um 1900 aus der zu großen Dreikönigskirchgemeinde heraus entstanden waren. Durch eine Verkleinerung des Kirchenraumes beim Wiederaufbau wurde die Zahl der Plätze von etwa 3000 auf 460 dezimiert.

### Haus der Kirche
Die Dreikönigskirche ist ein sakrales Mehrzweckgebäude und beherbergt neben dem Kirchenraum mehrere modern ausgestattete Veranstaltungsräume, die zum Teil auch flexibel untereinander verbunden werden können. Dazu gehören unter anderem ein großer Festsaal und ein kleiner Saal, in denen insgesamt etwa 500 Personen Platz finden. Die insgesamt zehn Konferenzräume werden vorwiegend für Vorträge, Tagungen, Kurse, Konzerte und Ausstellungen genutzt.
Am 27. Oktober 1990 fand im Festsaal die konstituierende Sitzung des Sächsischen Landtags statt. Bis zur Fertigstellung des jetzigen Landtagsgebäudes an der Neuen Terrasse im Oktober 1993 trafen die Abgeordneten im Haus der Kirche zu ihren Sitzungen zusammen. Im Speisesaal des Hauses der Kirche befindet sich die durch den Landtag gestiftete mehrteilige Wandkeramik Unser tägliches Brot gib uns heute.

## Orgel

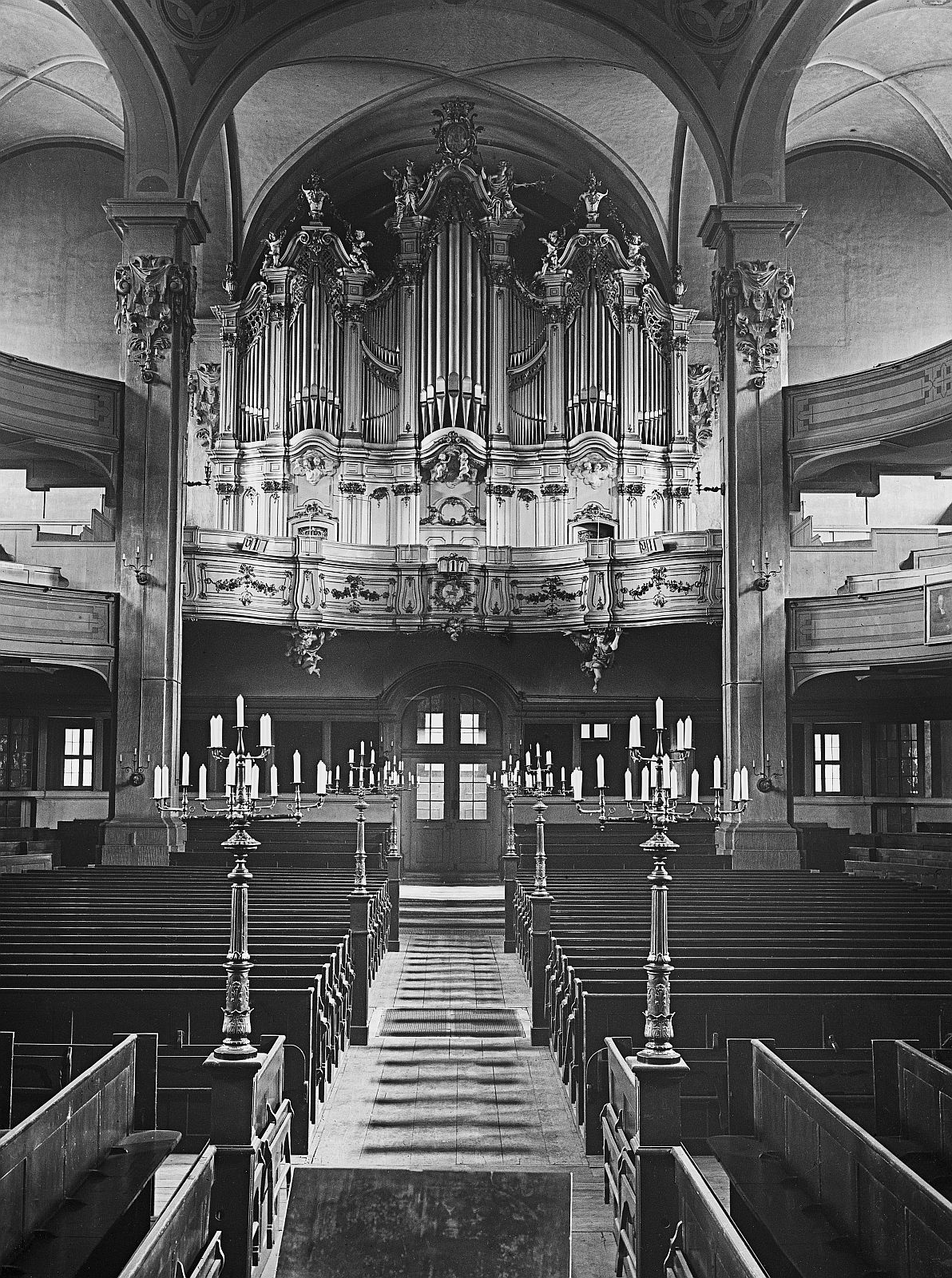
Innenansicht um 1890 mit Hildebrandt-Orgel

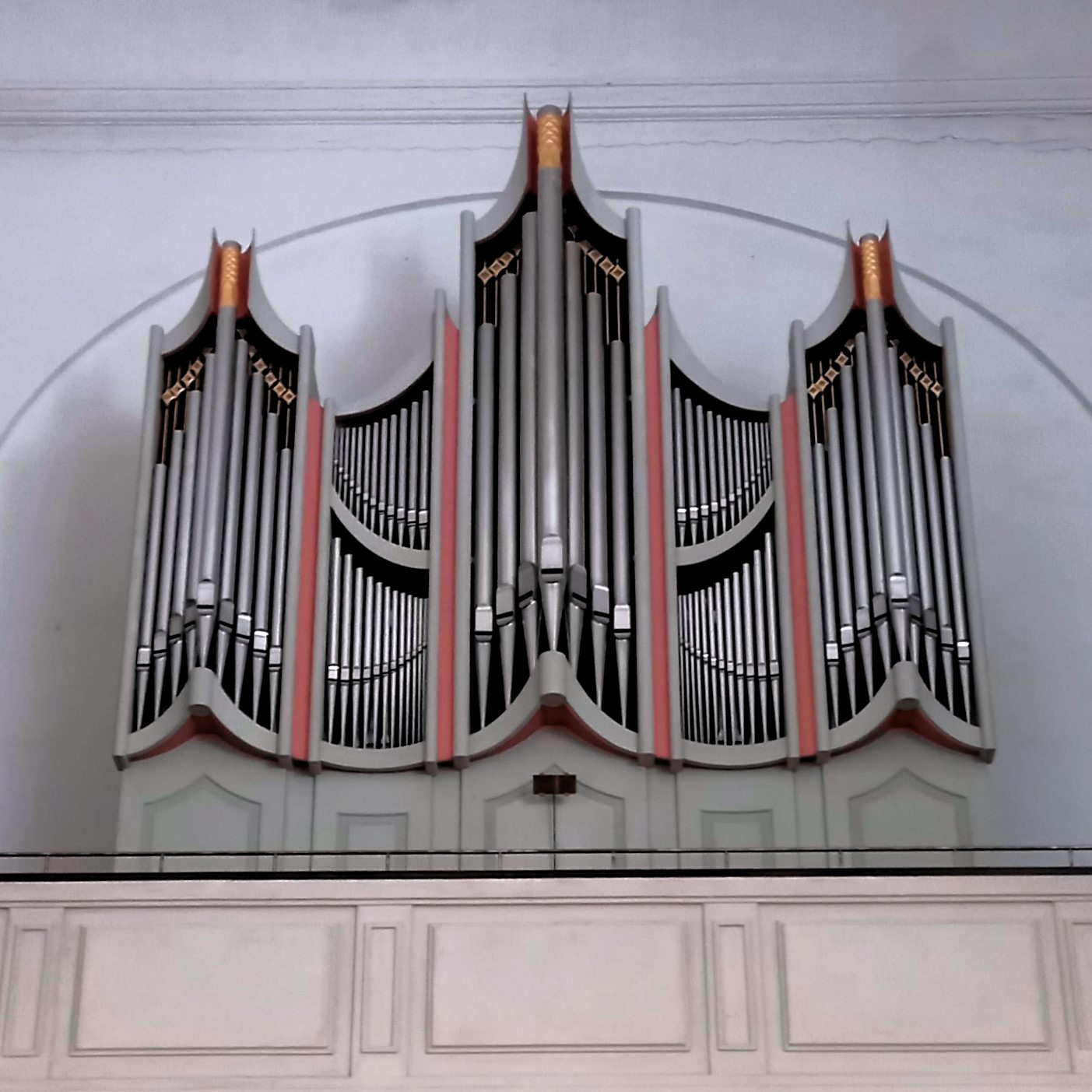
Heutige Orgel

Die erste Orgel der 1732 bis 1739 errichteten Dreikönigskirche stammte aus dem abgebrochenen Vorgängerbau und war von Johann Heinrich Gräbner dem Älteren 1710 erbaut worden. 1754 bis 1757 wurde sie durch eine Orgel von Zacharias und Johann Gottfried Hildebrandt ersetzt. Diese hatte 38 Register auf zwei Manualen und Pedal. 1906 wurde die Orgel durch Jehmlich Orgelbau Dresden umgebaut und erweitert auf drei Manuale und 80 Register. Bei der Zerstörung der Kirche 1945 verbrannte die Orgel.
Die heutige Orgel der Dreikönigskirche wurde 1992 durch die Orgelbaufirma Hermann Eule Bautzen erbaut. Das Instrument hat 36 Register auf zwei Manualen und Pedal, Schleifladen und mechanische Spiel- und Registertrakturen.
| I Hauptwerk C–g3 |                   |       |
| 1.               | Bordun            | 16′   |
| 2.               | Prinzipal         | 8′    |
| 3.               | Rohrflöte         | 8′    |
| 4.               | Quintade          | 8′    |
| 5.               | Oktave            | 4′    |
| 6.               | Rohrflöte         | 4′    |
| 7.               | Quinte            | 2 ⁄3′ |
| 8.               | Oktave            | 2′    |
| 9.               | Cornett V (ab f0) | 8′    |
| 10.              | Mixtur IV         | 2′    |
| 11.              | Cimbel III        | 2⁄3′  |
| 12.              | Trompete          | 8′    |
|                  | Kanaltremulant    |       |

| II Schwellwerk C–g3 |                |        |
| 13.                 | Gedackt        | 16′    |
| 14.                 | Prinzipal      | 8′     |
| 15.                 | Viol di Gamba  | 8′     |
| 16.                 | Gedackt        | 8′     |
| 17.                 | Unda maris     | 8′     |
| 18.                 | Oktave         | 4′     |
| 19.                 | Spitzflöte     | 4′     |
| 20.                 | Nasat          | 2 ⁄3′  |
| 21.                 | Oktave         | 2′     |
| 22.                 | Terz           | 1 3⁄5′ |
| 23.                 | Quinte         | 1 ⁄3′  |
| 24.                 | Sifflöt        | 1′     |
| 25.                 | Mixtur IV      | 1 ⁄3′  |
| 26.                 | Trompete       | 8′     |
| 27.                 | Vox humana     | 8′     |
|                     | Kanaltremulant |        |

| Pedal C–f1 |               |       |
| 28.        | Prinzipalbass | 16′   |
| 29.        | Subbass       | 16′   |
| 30.        | Oktavbass     | 8′    |
| 31.        | Gemshornbass  | 8′    |
| 32.        | Oktave        | 4′    |
| 33.        | Mixtur        | 2 ⁄3′ |
| 34.        | Posaunenbass  | 16′   |
| 35.        | Trompetenbass | 8′    |
| 36.        | Clarinbass    | 4′    |

- Koppeln: II/I, I/P, II/P

Seit dem Jahr 2000 wirkt an der Orgel Martin Strohhäcker als Organist.

## Glocken
Im Turm der Dreikönigskirche befinden sich drei Glocken. Gemeinsam ergeben sie ein dreistimmiges As-Dur-Geläut (as0–c1–es1). Die drei ursprünglichen Bronzeglocken waren 1945 beim durch die Luftangriffe verursachten Stadtbrand geschmolzen. Im Jahre 1973 goss die Apoldaer Firma Schilling die Glocken, die Apoldas Glockengießermeister Peter Schilling und seine Ehefrau Margarete Schilling gestaltet haben, unter Verwendung der geborgenen originalen Bronze neu. Sie verfügen über die typisch Schillingschen Vier-Henkel-Kronen. Die Weihe fand schließlich 1977 statt. Nebeneinander hängen die Glocken an gekröpften Stahljochen in einem Stahlglockenstuhl.
Im Folgenden eine Übersicht des Geläutes:
| Nr. | Gussjahr | Gießer                    | Durchmesser | Masse   | Schlagton | Inschrift                                               | Funktion      |
| --- | -------- | ------------------------- | ----------- | ------- | --------- | ------------------------------------------------------- | ------------- |
| 1   | 1973     | Glockengießerei Schilling | 1822 mm     | 3500 kg | As°       | »Die Güte des Herrn ist es, daß wir nicht gar aus sind« | Stundenschlag |
| 2   | 1973     | Glockengießerei Schilling | 1423 mm     | 1650 kg | c′        | »Seine Barmherzigkeit hat noch kein Ende«               | Mittagsläuten |
| 3   | 1973     | Glockengießerei Schilling | 1188 mm     | 938 kg  | es′       | »Deine Treue ist groß«                                  |               |

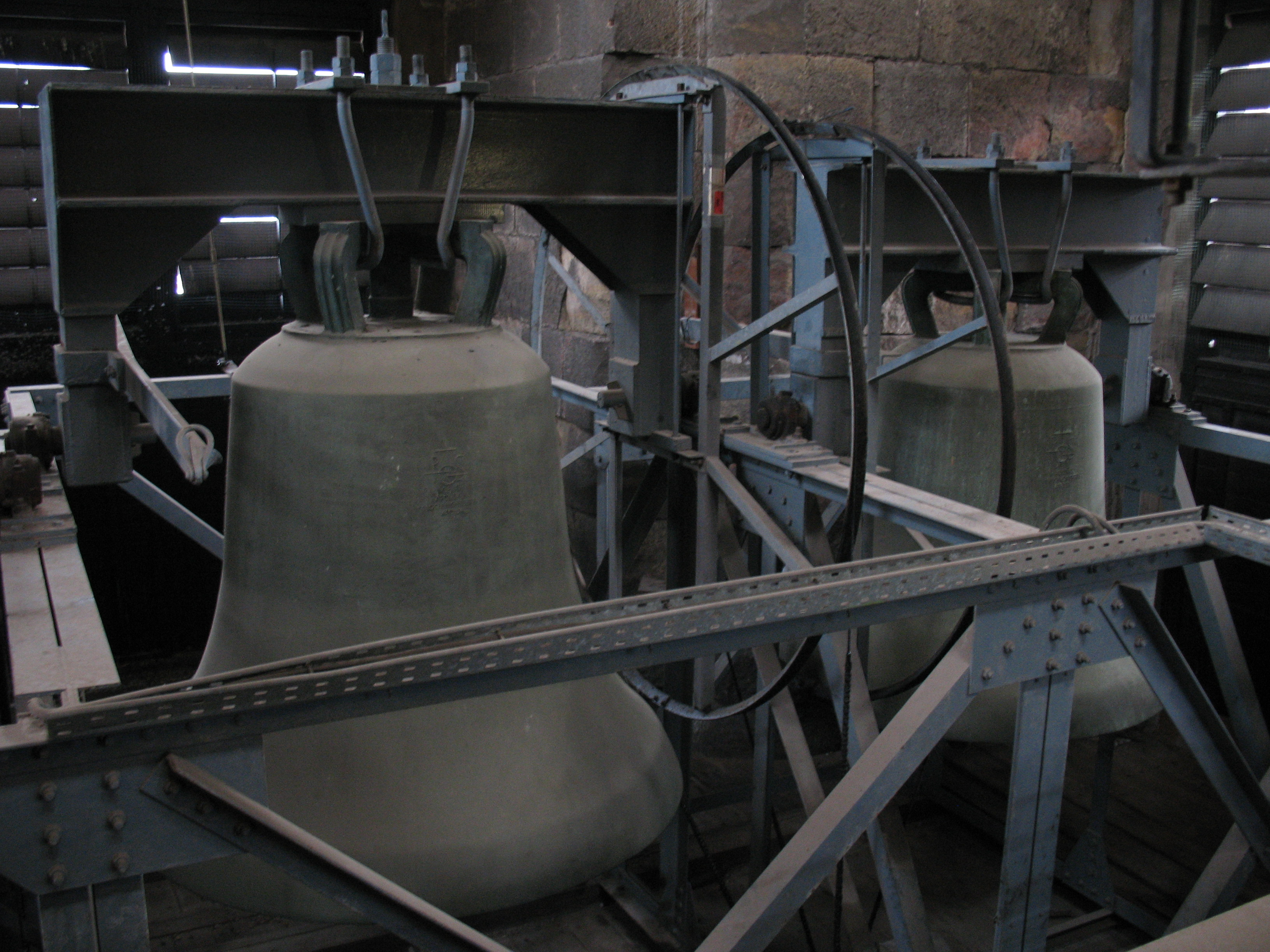
Stahlglockenstuhl mit den Glocken 1 (Mitte) und 2 (rechts)
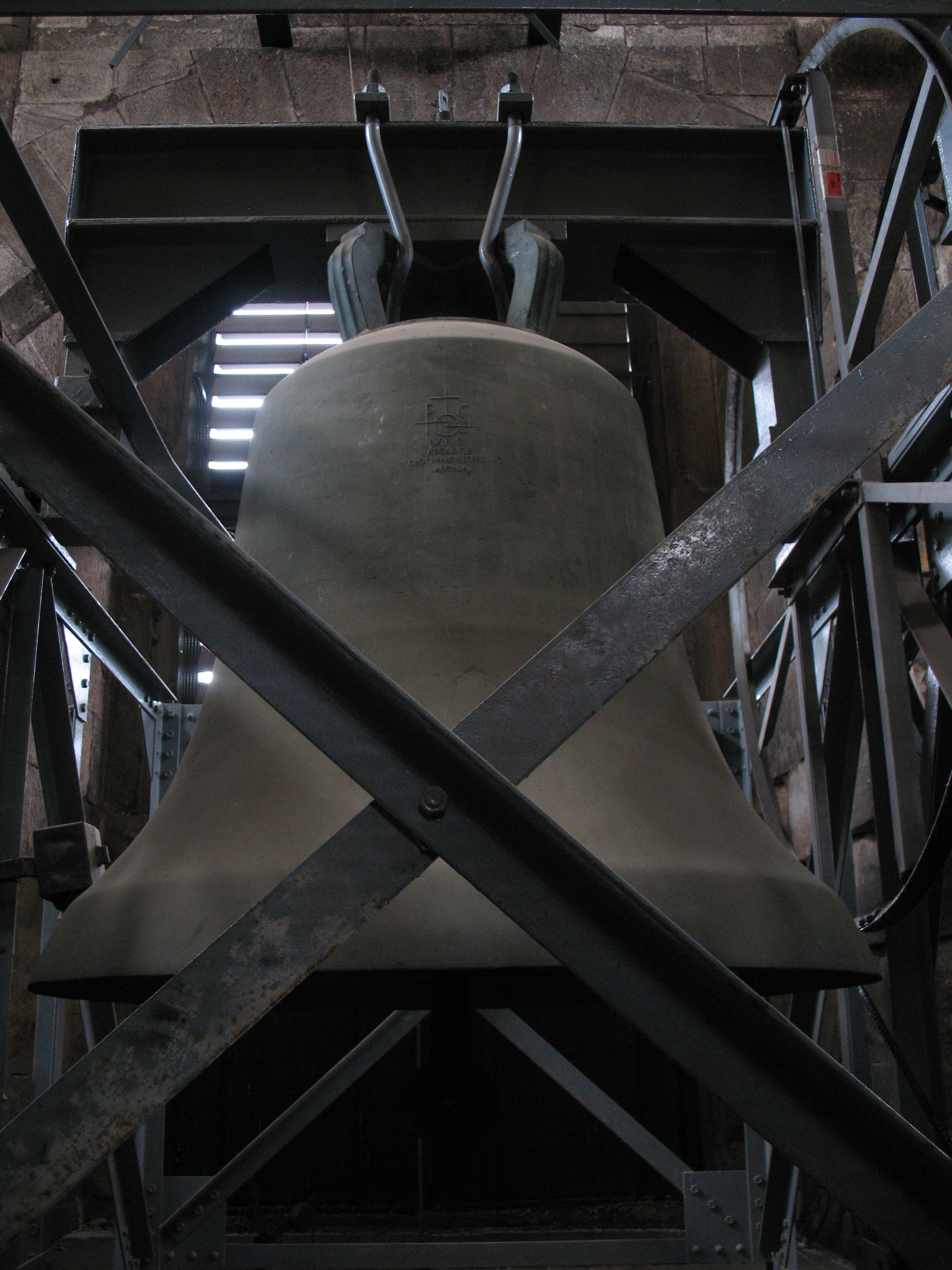
Glocke 1 (as0)
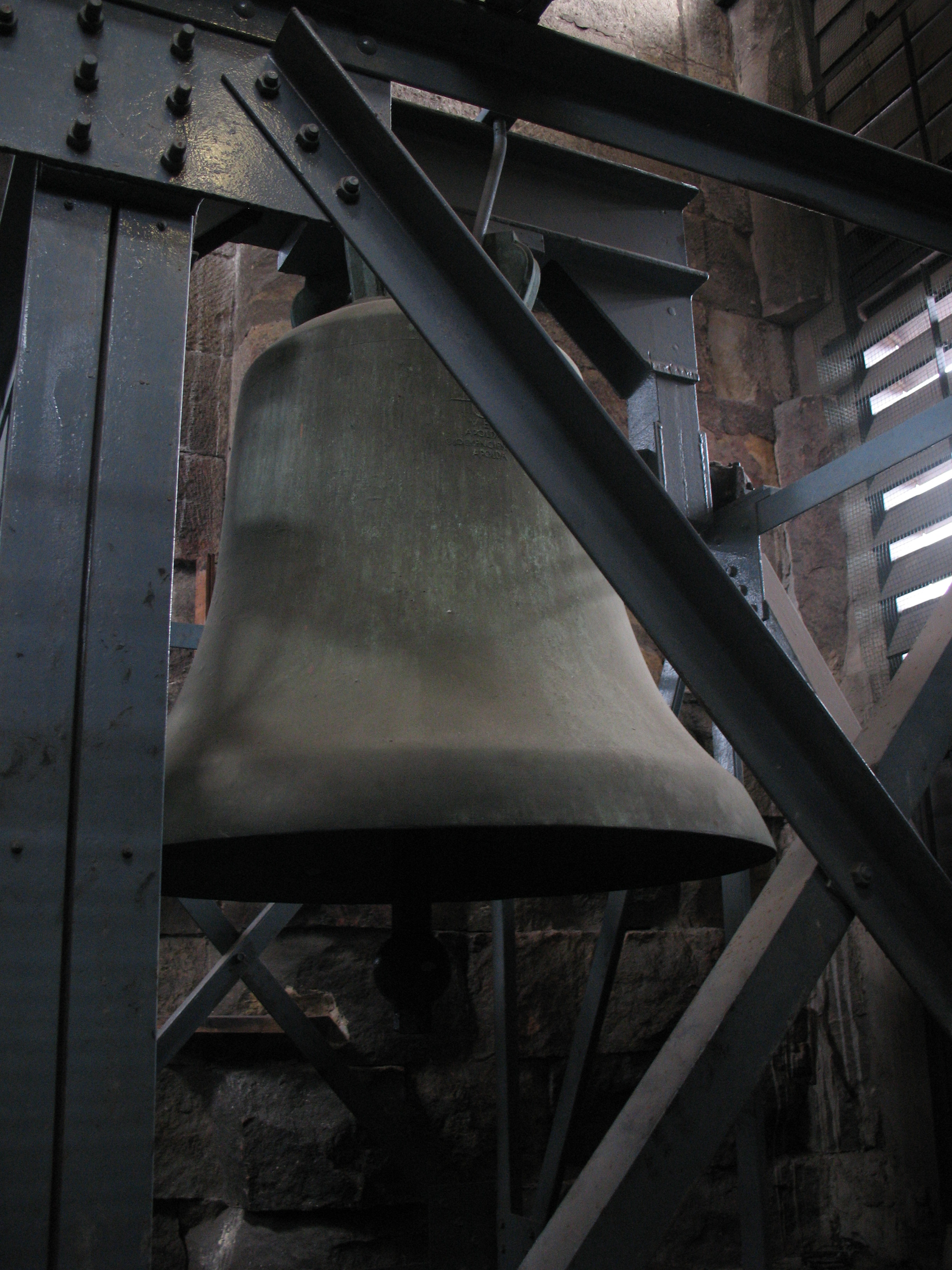
Glocke 2 (c′)
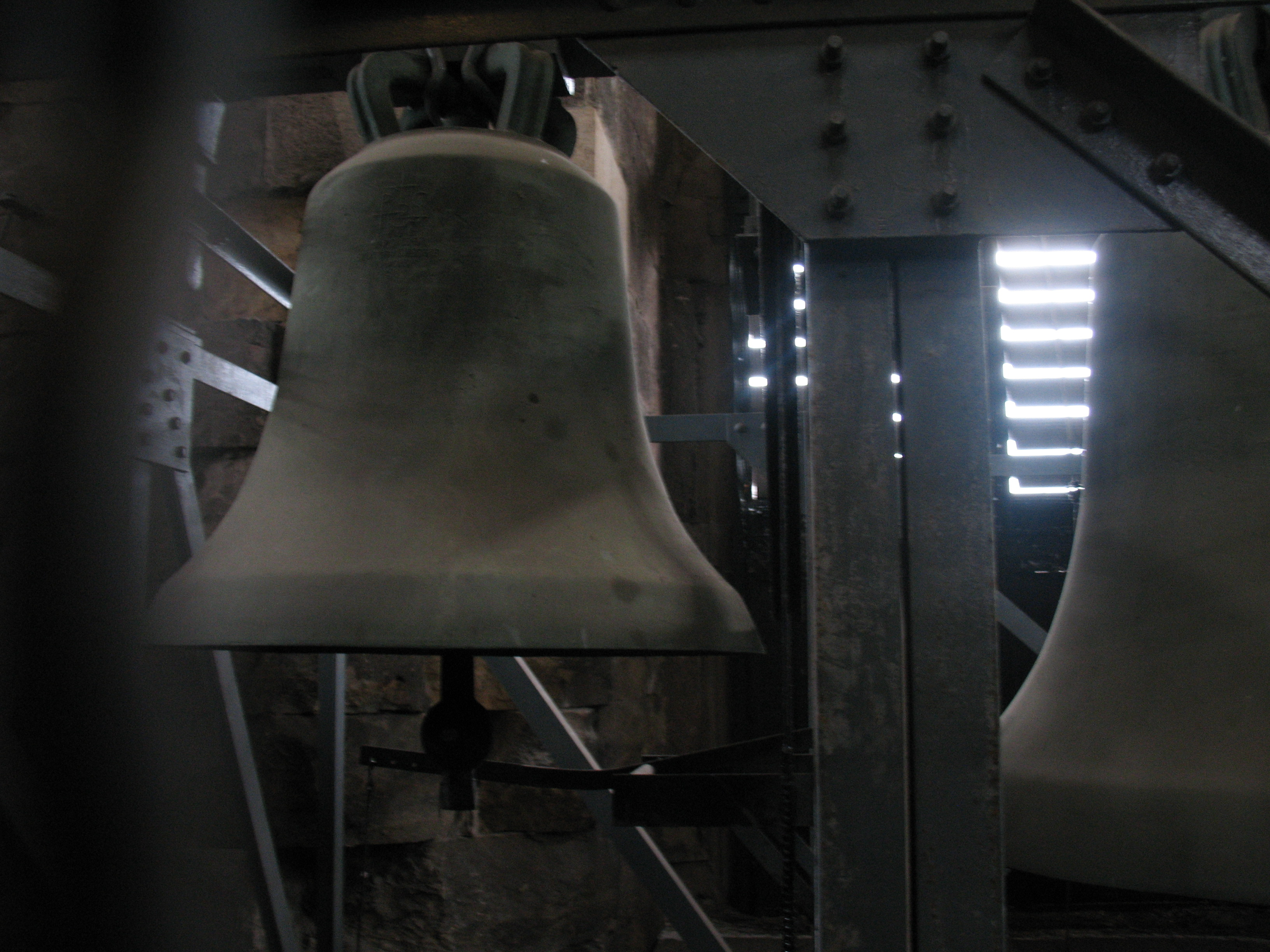
Glocke 3 (es′)

## Geistliche
Quelle: 
- Johann d. J. Hestius, Pfarrer von 1598 bis 1630
- Paul Christian Hilscher, Pfarrer von 1704 bis 1730
- Otto Thenius (1801–1876), Diakon ab 1833, Pfarrer von 1851 bis 1876
- Emil Sulze (1832–1914), Pfarrer von 1876 bis 1899
- Franz Heinrich Költzsch (1861–1927), Pfarrer von 1910 bis 1911
- Karl-Ludwig Hoch (1929–2015), Pfarrer von 1957 bis 1959